# Ilbono
Ilbono (en sard, Irbonu) és un municipi italià, dins de la província de Nuoro. L'any 2007 tenia 2.293 habitants. Es troba a la regió de Quirra. Limita amb els municipis d'Arzana, Bari Sardo, Elini, Lanusei, Loceri i Tortolì.

## Administració
| Període | Identitat      | Partit        |
| ------- | -------------- | ------------- |
| 2005-   | Gilberto Contu | Llista Cívica |